# 笑福亭遊喬
笑福亭 遊喬（しょうふくてい ゆうきょう、1964年4月19日 - ）は、京都府舞鶴市出身の落語家。
本名は長柄 吉恭（ながら よしやす）。出囃子は「琉球節」。

## 来歴・人物
福知山商業高校（現・福知山成美高等学校）卒業。スーパーマーケット勤務、店頭販売員を経て1991年1月7日に6代目笑福亭松喬に入門。所属芸能事務所は松竹芸能。上方落語協会会員。
父親（ホルン奏者でもあった）は地元の海上自衛隊で音楽隊を立ち上げた人物。

## 出演
- ありがとう浜村淳です（MBSラジオ、2016年6月27日放送分「朝からようこそ!」にゲスト出演）